# 1080p
1080p – skrócona nazwa jednego z trybów wideo. Liczba 1080 oznacza pionową rozdzielczość ekranu równą 1080 poziomych linii, a litera „p” oznacza obraz progresywny lub bez przeplotu. 1080p jest częścią telewizji wysokiej rozdzielczości HDTV w formacie panoramicznym 16:9 oraz o rozdzielczości 1920×1080, czyli ponad 2 miliony pikseli. Informacja o odświeżaniu obrazu jest przyjmowana albo jako domyślna w danym kontekście (np. 25 klatek na sekundę w tych regionach świata, w których stosowany jest system PAL), albo może zostać dopisana po prawej stronie litery p (np. 1080p30 oznacza 30 klatek na sekundę).
1080p dla celów marketingowych nazywa się też „Full High-Definition”, albo częściej skrótem „Full HD” lub „FHD”.